# Kyatanakeri, Indi
Kyatanakeri là một làng thuộc tehsil Indi, huyện Bijapur, bang Karnataka, Ấn Độ.